# Arthur Coningham

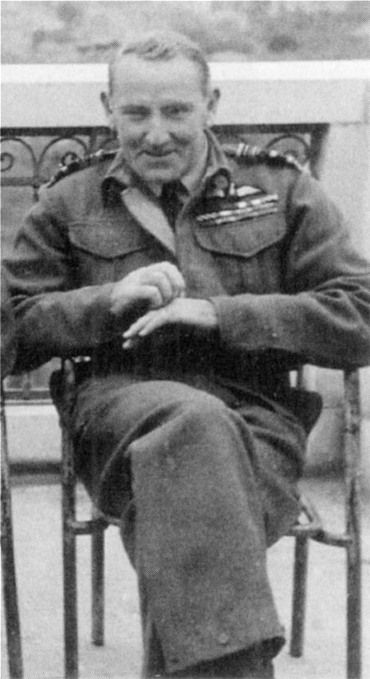
Air Marshal Arthur Coningham

Sir Arthur „Mary“ Coningham KCB KBE DSO MC DFC AFC (* 19. Januar 1895 in Brisbane; † unbekannt, vermisst seit 30. Januar 1948 im Nordatlantik) war ein Offizier der Royal Air Force, zuletzt Air Marshal, und am bekanntesten als kommandierender Offizier der RAF Second Tactical Air Force im Zweiten Weltkrieg.

## Leben

### Jugend und Erster Weltkrieg
Coningham wurde als ältestes Kind des australischen Cricketspielers Arthur Coningham senior und dessen Frau Alice Stanford Dowling geboren. Seine Familie zog nach einem Skandal, in den seine Eltern verwickelt waren, nach Neuseeland, als Arthur noch ein Kind war. Er besuchte ab 1909 das Wellington College, das er 1911 ohne Abschluss verließ. Als Arthur 17 Jahre alt war, ließen sich seine Eltern scheiden. In der Zeit bis zum Ersten Weltkrieg arbeitete Coningham als Farmarbeiter.
Im August 1914 meldete sich Coningham zur Armee und wurde dem 5th Wellington Regiment zugeteilt. Mit diesem nahm er an der Expedition nach Samoa teil, in der diese deutsche Kolonie besetzt wurde. Nach sieben ereignisarmen Monaten auf Samoa kehrte er nach Neuseeland zurück, um sich freiwillig zum Dienst in der New Zealand Expeditionary Force zu melden. Ab dem Sommer 1915 wurde er mit dem Canterbury Mounted Rifles Regiment in Anzac Cove eingesetzt. Coningham erkrankte jedoch so schwer an Typhus, dass er nach Neuseeland zurückgeschickt und im April 1916 aus dem Dienst entlassen wurde. Er reiste daraufhin auf eigene Kosten nach Großbritannien, um zu versuchen, als Pilot in das Royal Flying Corps aufgenommen zu werden. Im Dezember 1916 wurde er nach Abschluss seiner Pilotenausbildung der No. 32 Squadron. ausgerüstet mit Airco D.H.2-Jagdflugzeugen, zugeteilt, mit der er an der Westfront eingesetzt wurde. Im Mai 1917 wurde er zum temporären Hauptmann befördert. Wenig später erzielte er seine ersten Abschüsse und wurde in schneller Folge mit dem Military Cross und dem Distinguished Service Order ausgezeichnet. Im August 1917 wurde er in ein englisches Hospital eingewiesen. Nach seiner Genesung erhielt er im März 1918 als frisch beförderter Major den Befehl über die neuformierte No. 92 Squadron, ausgerüstet mit Royal Aircraft Factory S.E.5, die im Juli an die Front ging. Insgesamt werden Coningham im Ersten Weltkrieg 14 Luftsiege zugeschrieben.

### Zwischenkriegszeit
Nach dem Kriegsende bewarb sich Coningham um einen permanenten Offiziersposten in der Royal Air Force, der ihm im Juli 1919 gewährt wurde. Zuvor hatte er noch für seinen Einsatz im Ersten Weltkrieg das Distinguished Flying Cross erhalten. Als Flight Lieutenant war er zunächst in der Ausbildung in RAF Manston und der Central Flying School in Upavon tätig. Im Februar 1922 trat er einen vierjährigen Auslandsaufenthalt im Nahen Osten an, wo er der No. 55 Squadron in Mosul zugeteilt wurde. Das Gebiet des nördlichen Irak war zu dieser Zeit umstritten zwischen der Türkei und dem von Großbritannien abhängigen Königreich Irak (vgl. Mosul-Frage). Im Juli 1923 wurde er als Squadron Leader zum Kommandeur der No. 55 Squadron befördert. Im Februar 1924 folgte eine Versetzung nach Ägypten, wo Coningham in Stabspositionen tätig war. Im Herbst 1925 leitete er einen Langstreckenflug von Ägypten nach Nigeria, für den ihm das Air Force Cross verliehen wurde. Die Route von Takoradi über den Sudan wurde später im Zweiten Weltkrieg zur Verlegung von Flugzeugen nach Ägypten benutzt.
Nach seiner Rückkehr nach England nahm Coningham eine Stellung am RAF Cadet College in Cranwell an. 1930 wurde er stellvertretender Leiter der Central Flying School in Wittering und wurde im Juli 1931 zum Wing Commander befördert. Im Februar 1932 wurde er in den Sudan versetzt, wo er Sholto Douglas als kommandierenden Offizier der RAF ablöste. In dieser Zeit heiratete er.
Nach der Rückkehr nach England wurde er in das Hauptquartier des Coastal Area in Lee-on-the-Solent versetzt. Im Januar 1937 erfolgten die Beförderung zum Group Captain und die Ernennung zum Senior Air Staff Officer der No. 17 Group des RAF Coastal Command. Im Juni des gleichen Jahres übernahm er den Befehl über die Flugbootbasis in RAF Calshot. Am Vorabend des Zweiten Weltkrieges, im Juli 1939, wurde er, auch dank seiner guten Beziehungen zu den einflussreichen Air Marshals Edgar Ludlow-Hewitt und Cyril Newall, im Rang eines Air Commodore zum kommandierenden Offizier der No. 4 Group des RAF Bomber Command ernannt.

### Zweiter Weltkrieg
Coningham war anfangs unter allen Gruppenkommandeuren des Bomber Command derjenige mit dem niedrigsten Rang. Erst im September 1940 erfolgte seine Beförderung zum Air Vice Marshal. Seine Gruppe, ausgerüstet mit Armstrong-Whitworth-Whitley-Bombern, wurde in den ersten Monaten des Krieges hauptsächlich zu nächtlichen Propaganda-Missionen (Abwurf von Flugblättern) eingesetzt. Später folgten unter anderem Langstreckenangriffe auf Italien nach dessen Kriegseintritt sowie auf das Ruhrgebiet. Seine Gruppe war im Prozess der Umrüstung auf die viermotorige Handley Page Halifax, als Coningham Ende Juli 1941 von seiner Versetzung nach Nordafrika erfuhr.
Hier löste er auf Empfehlung Ludlow-Hewitts an Arthur Tedder, den Chef der RAF im Nahen Osten, Raymond Collishaw als Kommandeur der No. 204 Group ab. Im September wurde er zum Commander des Order of the Bath ernannt. Sein Hauptquartier wurde im Oktober aufgewertet zum Air Headquarters, Western Desert, um der Aufwertung der Western Desert Force zur 8. Armee (in Vorbereitung auf die Operation Crusader) zu entsprechen. Coningham war in dieser Zeit mit der Verbesserung der Luft-Boden-Koordination beschäftigt. Hierzu wurde ein Air-Support-Control-System eingerichtet und Air Liaison Officers bei den Bodentruppen eingesetzt.

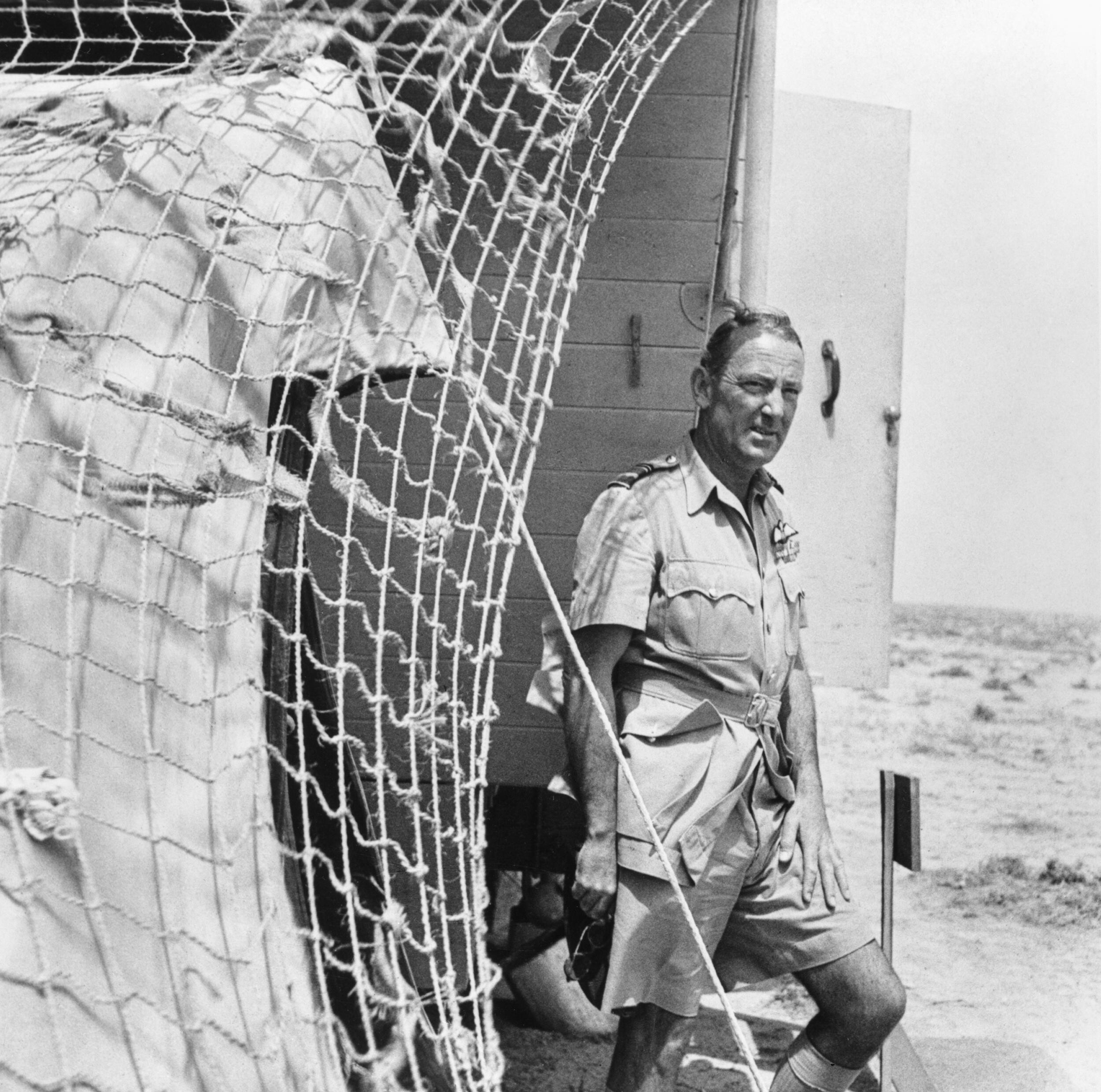
Coningham in seinem mobilen Hauptquartier während der Schlacht von El Alamein

Der Rückzug nach Ägypten nach Rommels Unternehmen Theseus wurde von Coningham mit Geschick und ohne Rücksicht auf persönliche Gefahr geleitet. Die Flugzeuge der Desert Air Force waren ständig im Einsatz und hatten einen großen Anteil daran, die 8. Armee als kampfkräftigen Verband zu erhalten. In diesen Schlachten lernte Coningham die Rolle des Jagdbombers schätzen. Die Desert Air Force erhielt zu dieser Zeit dringend nötige Verstärkung in Form neuer Flugzeuge und von Einheiten der U.S. Army Middle East Air Force, die Coningham taktisch unterstellt wurden. Mit der Ernennung von Bernard Montgomery zum Oberbefehlshaber der 8. Armee wurde ein Tandem zwischen ihm und Coningham gebildet, das trotz späterer gegenseitiger Abneigung für den Rest des Krieges bestehen sollte.
Coninghams Desert Air Force spielte eine wichtige Rolle in den Siegen bei Alam Halfa und in der Zweiten Schlacht von El Alamein im August und Oktober/November. Bereits vor der entscheidenden Zweiten Schlacht von El Alamein hatte Coningham einen Plan für die Verfolgung der geschlagenen Truppen der Achsenmächte ausgearbeitet, der nun als Operation Buster umgesetzt wurde. Ziel war es, den Gegner durch ständige Vorverlegung der Jagdstaffeln in Bewegung zu halten und letztlich den Entsatz von Malta durch einen für Ende November geplanten Geleitzug (Operation Stone Age) zu ermöglichen, indem dieser durch einen aus der Kyrenaika operierenden Jagdschirm geschützt wurde. Dies erwies sich als schwierig, zumal Montgomerys Bodentruppen nur zögerlich vorrückten und die Desert Air Force von Nachschubproblemen geplagt wurde. Anstatt Rommel zu verfolgen, baute Montgomery seine Truppen um Tobruk auf und erlaubte es Rommel, bei El Agheila eine Verteidigungsstellung zu beziehen. Im November 1942 erhielt Coningham seine Ernennung zum Knight Commander des Order of the Bath.

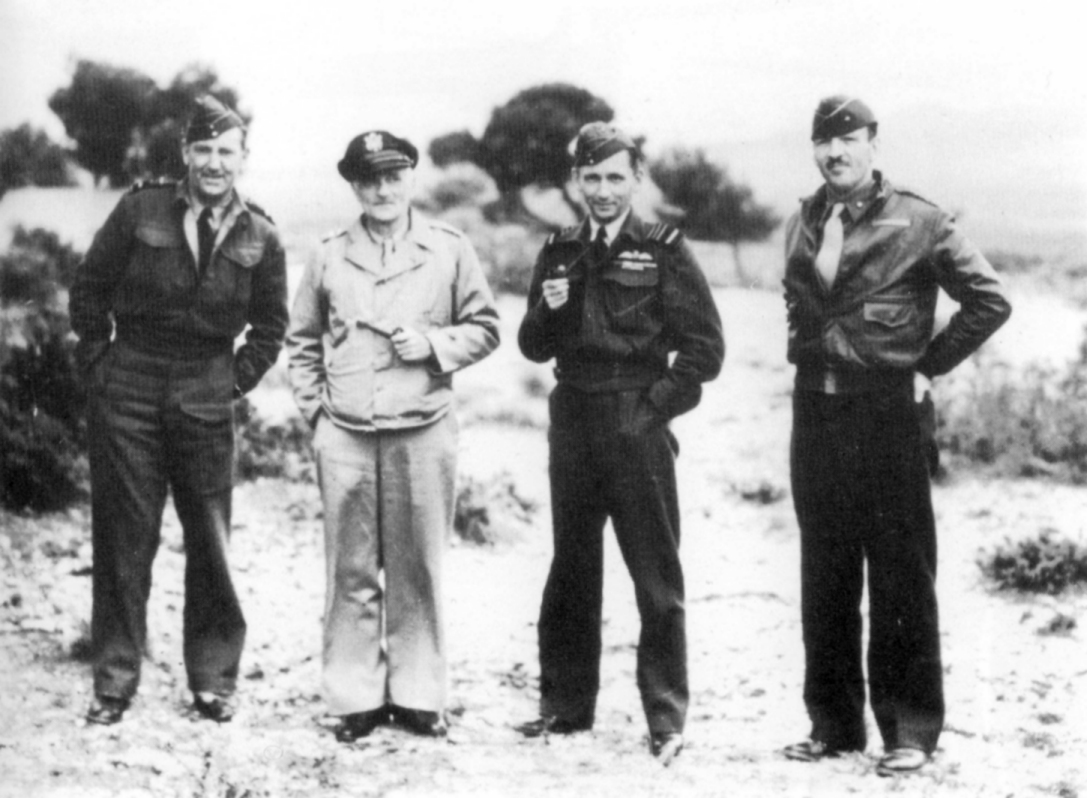
Coningham (links) mit Spaatz, Tedder und Kuter im April 1943

Ab Januar 1943 war Coningham am Tunesienfeldzug beteiligt. Als Air Officer Commanding Air Support Tunisia, später umbenannt in Northwest African Tactical Air Force (NATAF), unterstand er dem Oberbefehl des Amerikaners Carl A. Spaatz, dem Chef der Northwest African Air Forces. Bei einem kurzen Aufenthalt in England wurde er in dieser Zeit zum acting Air Marshal ernannt. Coningham bezog im algerischen Ain Beida ein gemeinsames Hauptquartier mit dem Oberbefehlshaber der Bodentruppen in diesem Feldzug, General Harold Alexander. Sein Deputy war der amerikanische Brigadegeneral Laurence S. Kuter. Bei einem Besuch des Chefs des RAF Fighter Command und zukünftigen Oberbefehlshabers der alliierten taktischen Luftflotten in Nordwesteuropa, Air Marshal Trafford Leigh-Mallory, in Nordafrika, wurde dieser positiv überrascht von der effektiven Boden-Luft-Kooperation unter Coninghams Leitung und gewann die Überzeugung, dass dessen System auch in Europa anzuwenden sein würde. Coninghams Piloten waren im April 1943 auch an der Operation Flax, der Unterbrechung der Luftverbindung von Italien nach Tunesien, beteiligt. Nach dem Abschluss der Kampagne wurde Coningham als Offizier in die Ehrenlegion aufgenommen und wurde von US-Präsident Roosevelt zum Chief Commander der Legion of Merit ernannt.
Der nächste Einsatz von Coninghams Kommando war die Unterstützung der Operation Husky, der Invasion Siziliens am 10. Juli 1943, die er von Malta aus leitete. Obwohl die Kampagne insgesamt ein großer Erfolg war, gelang es nicht die deutsche Evakuierung der Insel über die Straße von Messina (Unternehmen Lehrgang) im August zu stören. Sein neuer Deputy und späterer Nachfolger war Major General John K. Cannon. Nach der Invasion auf dem italienischen Festland verlegte er sein Hauptquartier nach Bari. Hier wurde er Zeuge des schweren deutschen Luftangriffs auf den Hafen von Bari am 2. Dezember, den er in einer Pressekonferenz wenige Stunden zuvor noch für unmöglich erklärt hatte. Im Dezember 1943 erfuhr Coningham, dass er als Oberbefehlshaber der in Großbritannien aufgestellten 2nd Tactical Air Force in der Operation Overlord ausgewählt worden war – der Posten, den er lange angestrebt hatte. Im Januar 1944 verließ er endgültig den Mittelmeerraum, um seinen neuen Posten anzutreten.
In England schlug Coningham ein vorgeschobenes Hauptquartier in Uxbridge auf. Er legte großen Wert auf die Ausbildung seiner Jagdpiloten in Luft-Boden-Einsätzen, ein Bereich, der bisher vernachlässigt worden war. Nach einigen Kompetenzstreitigkeiten wurde im Frühjahr festgelegt, dass Coningham für die Dauer von Overlord das vorgeschobene Hauptquartier der von Leigh-Mallory geführten Allied Expeditionary Air Force leiten und somit für den Einsatz beider taktischer Luftflotten der Alliierten – neben der 2nd TAF die amerikanische Ninth Air Force unter Lewis H. Brereton – verantwortlich sein sollte. Er hatte somit eine vergleichbare Rolle wie Montgomery für die anglo-amerikanischen Bodentruppen inne. Am 5. August wurde das Hauptquartier Advanced AEAF wieder aufgelöst, Coningham bezog um diese Zeit sein neues Hauptquartier in Le Tronquay bei Bayeux in der Nähe von Montgomerys Hauptquartier. Der Erfolg des Kessels von Falaise erlaubte einen schnellen Vormarsch durch Nordfrankreich und bereits am 14. September bezog Coningham sein neues Hauptquartier im Brüsseler Résidence Palace.

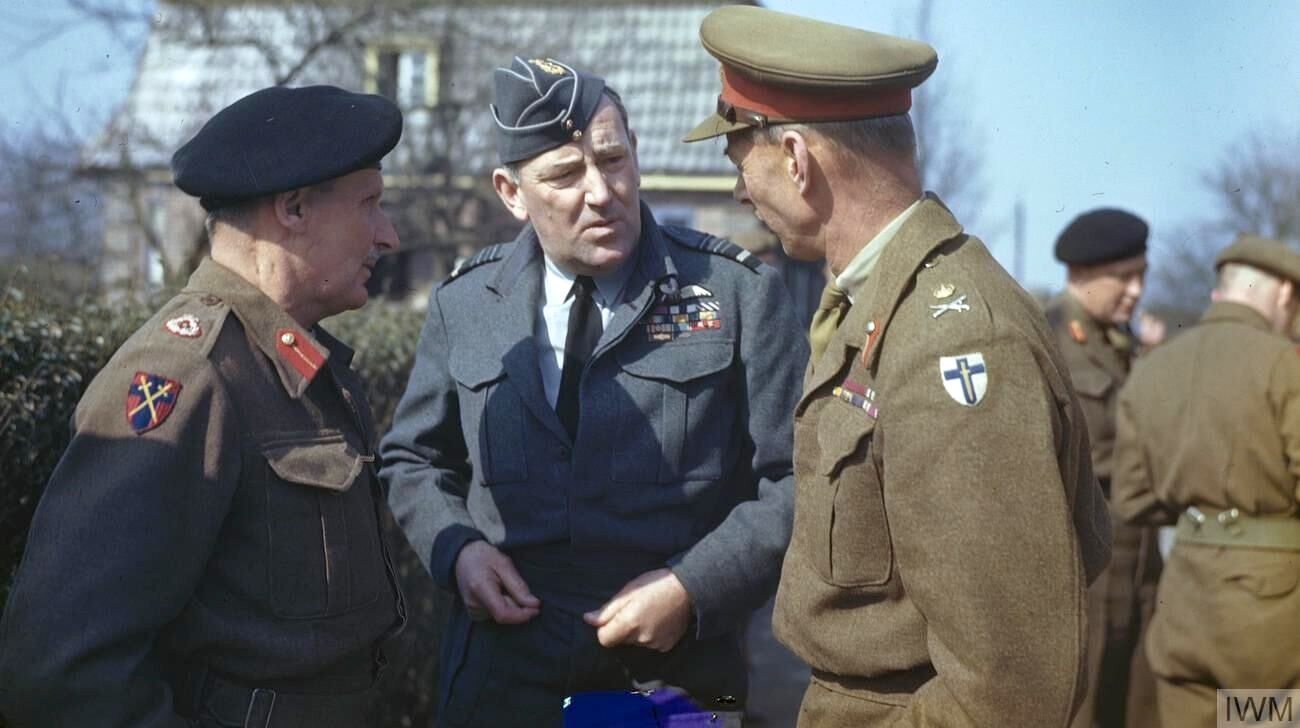
Coningham (Mitte) mit Mongomery und Miles Dempsey im März 1945

Die desaströs verlaufene Operation Market Garden, während der es der 2nd TAF verboten war, während der Luftlandungen über dem Gebiet zu operieren, zeigte, wie wichtig koordinierte Luftunterstützung für die Bodentruppen war. Als Folge dieses Fehlschlags wurde die nächste große Luftlandeoperation, die Operation Varsity im März 1945, unter intensiver Beteiligung von Coninghams Hauptquartier geplant. Während der Ardennenoffensive erhielt Coningham die zeitweilig operative Kontrolle über zwei taktische Luftkommandos der Ninth Air Force, die nördlich der Einbruchsstelle operierten. Am 7. April 1945, nach der geglückten Rheinüberquerung, schlug Coningham sein neues Hauptquartier in Süchteln auf. Wenig später wurde es nach Bad Eilsen verlegt.

### Nachkriegszeit
Nach dem Kriegsende wurde Coningham am 15. Juli 1945 durch Sholto Douglas abgelöst, der das Kommando als British Air Forces of Occupation weiterführte. Am 26. Juli wurde er in Frankfurt von US-Präsident Truman mit der Distinguished Service Medal ausgezeichnet. Im Oktober 1945 übernahm er nach einer Publicity-Reise durch die Vereinigten Staaten als Air Officer Commanding das RAF Flying Training Command. Im November 1945 wurde er zum Großoffizier des belgischen Leopoldsordens ernannt und erhielt das Croix de guerre mit Palmenzweig. Er hielt Vorlesungen über taktische Luftunterstützung unter anderem in Belgien, Palästina und am Royal United Services Institute und wurde zu zahlreichen festlichen Anlässen eingeladen. In den New Year Honours 1946 wurde er zum Knight Commander des Order of the British Empire ernannt. Ferner wurde eine Straße in Brüssel nach ihm benannt.
Im Februar 1947 wurde er von Forrest C. Pogue, dem Autor der offiziellen US-Darstellung der Geschichte des SHAEF, interviewt, wobei er sich sehr kritisch über Montgomery äußerte. Im August dieses Jahres schied er nach 30 Jahren aus dem Dienst in der RAF.
Am 28. Januar 1948 bestieg er in Lissabon eine Avro-Tudor-Maschine der British South American Airways auf einer Geschäftsreise nach Südamerika. Am 30. Januar verschwand die Maschine in der Nähe der Bermuda-Inseln, der Unfall ist bis heute nicht aufgeklärt.